# Abrothrix andinus
El ratón andino del altiplano (Abrothrix andinus) es una especie de roedor de la familia Cricetidae. Su tamaño es pequeño y su masa corporal oscila entre 15-24 g.

## Distribución y hábitat
Esta especie se encuentra por las laderas de la cordillera de los Andes desde el centro sur de Perú, por el oeste de Bolivia, el noroeste de Argentina hasta el centro de Chile. Normalmente se encuentra por encima de 3500 m s. n. m. en el altiplano. El ambiente consiste en pequeños arbustos y se clasifica como veranos secos e inviernos nevados

## Dieta y comportamiento
Abrothrix andinus come principalmente arbustos pequeños durante el verano y arbustos e insectos durante los inviernos. Durante los cambios extremos de temperatura, cambia la morfología intestinal y el gasto de energía. Por ejemplo, su tasa metabólica puede aumentar en un 36,6% durante el invierno. Su masa corporal también ha demostrado fluctuar a lo largo de las estaciones. Su dieta ha mostrado comportamientos que exhiben hiperfagia.
Abrothrix andinus se mantiene activo durante todo el año a pesar de los cambios estacionales.